# ادلفی (مریلند)
ادلفی (به انگلیسی: Adelphi) شهری در ایالت مریلند کشور ایالات متحده آمریکا است که جمعیت آن در سرشماری سال ۲۰۱۰ میلادی، ۱۵٬۰۸۶ نفر بوده‌است.